# Campeonato de Argentina de la clase Snipe
El Campeonato de Argentina de la clase Snipe es la competición más importante que la clase internacional Snipe de vela celebra en Argentina. Se disputa anualmente desde 1937.
La Asociación Argentina de Propietarios de Snipes se constituyó en el mes de diciembre de 1939, formándose como flota única y recibiendo de la SCIRA el número de flota 105. Su primer mandatario y capitán de flota fue Roberto García Guevara, comodoro del Club Náutico Sudeste y ganador del primer campeonato nacional en 1937. Posteriormente se fueron creando más flotas, en el propio Club Náutico Sudeste (flota 233), en el Club Náutico San Isidro (flota 274), en el Yacht Club San Isidro (flota 275) y en Río Santiago (flota 276).
En 1947, en el primer campeonato del mundo celebrado fuera de los Estados Unidos, los argentinos Jorge Emilio Brauer y Roberto García Guevara, campeones nacionales en 1946, quedaron subcampeones, convirtiéndose en la tripulación no estadounidense mejor clasificada de la historia del campeonato del mundo hasta entonces.
En 1948 los hermanos Carlos y Jorge Vilar Castex se transformaron en Campeones del Mundo, siendo los primeros campeones mundiales de yachting de Argentina.
En el año 2021, año del fallecimiento de Carlos Vilar Castex, el evento pasó a denominarse "Campeonato Argentino de Snipes hermanos Vilar Castex". Este mismo año el timonel Luis Soubie rompió el récord de eventos ganados, con 10 títulos, superando de este modo a Luis Orella que ostentaba con 9 el récord desde 1973, y convirtiéndose en el timonel más ganador de la historia. A su vez su tripulante Diego Lipszyc es el proel más ganador de la historia con 8 títulos.
Aunque no gana un título desde 1996, el CNSI es el club más ganador de la historia con 22 títulos siendo el YCO segundo con 21.

## Palmarés
| Año  | Yate          | Patrón                       | Proel                       | Flota                       |
| 1937 | Churrinche    | Roberto García Guevara       |                             | Club Náutico Sudeste        |
| 1938 | Caburé        | Ernesto García Guevara       |                             | Club Náutico Sudeste        |
| 1939 | Chiflón       | D. Sanz                      |                             |                             |
| 1940 | Caburé        | Haroldo Braisted             | Mateo Braisted              | Club Náutico Sudeste        |
| 1941 | Chiflón       | D. Sanz                      |                             |                             |
| 1942 | Caburé        | Haroldo Braisted             | Mateo Braisted              | Club Náutico Sudeste        |
| 1943 | Caburé        | Haroldo Braisted             | Mateo Braisted              | Club Náutico Sudeste        |
| 1944 | Caburé        | Haroldo Braisted             | Mateo Braisted              | Club Náutico Sudeste        |
| 1945 | Churrinche    | Roberto García Guevara       |                             | Club Náutico Sudeste        |
| 1946 | Stardust      | Jorge Brauer                 | Roberto García Guevara      | Club Náutico Sudeste        |
| 1947 | Pamperito     | Carlos Vilar                 | Jorge Vilar                 | Club Náutico San Isidro     |
| 1948 | Pamperito     | Jorge Vilar                  | Carlos Vilar                | Club Náutico San Isidro     |
| 1949 | Pamperito     | Carlos Vilar                 | Jorge Vilar                 | Club Náutico San Isidro     |
| 1950 | Melilla       | Jorge Vilar                  | Carlos Vilar                | Club Náutico San Isidro     |
| 1951 | Melilla       | Carlos Vilar                 | Jorge Vilar                 | Club Náutico San Isidro     |
| 1952 | Melilla       | Carlos Vilar                 | Jorge Vilar                 | Club Náutico San Isidro     |
| 1953 | Rumor         | Jorge Brauer                 | Ingrid Jhan                 | Club Náutico Sudeste        |
| 1954 | Macaco        | Héctor Antonio "Mono" Romero | Fermín Rodríguez            | Club de Regatas La Plata    |
| 1955 | Pelusa        | Luis Orella                  | Ángel Orella                | Club Náutico San Isidro     |
| 1956 | Pelusa        | Luis Orella                  | Ángel Orella                | Club Náutico San Isidro     |
| 1957 | Pamperito     | Jorge Vilar                  | Carlos Vilar                | Club Náutico San Isidro     |
| 1958 | Condal        | Fernando Sanjurjo            | Jorge Sanjurjo              |                             |
| 1959 | Cid           | Luis Orella                  | Ángel Orella                | Club Náutico San Isidro     |
| 1960 | Cid           | Luis Orella                  | Ángel Orella                | Club Náutico San Isidro     |
| 1961 | Condal        | Fernando Sanjurjo            | Jorge Sanjurjo              |                             |
| 1962 | Quest         | Pedro Dates                  |                             |                             |
| 1963 | Cid           | Luis Orella                  | Ángel Orella                | Club Náutico San Isidro     |
| 1964 | Teidel II     | Ernesto Enrique Caviezel     | Carlos Jorge Caviezel       | Club Náutico San Isidro     |
| 1965 | Gaviotín II   | Adrián Obarrio               | Alberto Obarrio             |                             |
| 1966 | Cid           | Luis Orella                  | Ángel Orella                | Club Náutico San Isidro     |
| 1967 | Cid           | Luis Orella                  | Manuel de la Orden          | Club Náutico San Isidro     |
| 1968 | Cid           | Luis Orella                  | Ángel Orella                | Club Náutico San Isidro     |
| 1969 | Quest         | Pedro Dates                  | Fernando Aldecoa            |                             |
| 1971 | Cid           | Roberto Haas                 | Manuel de la Orden          | Club Náutico San Isidro     |
| 1972 | Pamperito     | Hector Rudoy                 | Luis Rudoy                  | Club de Velas de Rosario    |
| 1973 | Bibi          | Luis Orella                  | Jorge Jaca                  | Club Náutico San Isidro     |
| 1974 | Trampa        | Hector Rudoy                 | Luis Rudoy                  | Club de Velas de Rosario    |
| 1975 | Leandro       | Julio Labandeira             | D. De Caro                  | Yacht Club Olivos           |
| 1976 | Leandro       | Pedro Sisti                  | R. Lanza                    |                             |
| 1977 | Caution       | Torkel Borgstrom             | D. Brauer                   | Yacht Club Olivos           |
| 1978 | Calendulo     | Eduardo Rawson               | Pedro Sisti                 |                             |
| 1979 | Bolero        | Alberto Ujvary               | H. Longarela                |                             |
| 1980 | Kuku Pipi     | Julio Labandeira             | J. Heller                   | Yacht Club Olivos           |
| 1981 | Gunga         | Eduardo Fumagallo            | Mario Fumagallo             | Yacht Club Rosario          |
| 1982 | Kuku Pipi     | Julio Labandeira             | Sergio Ripoll               | Yacht Club Olivos           |
| 1983 | Kuku Pipi     | Julio Labandeira             | Sebastián Ubertini          | Yacht Club Olivos           |
| 1984 | Kuku Pipi     | Julio Labandeira             | Pablo Contouris             | Yacht Club Olivos           |
| 1985 | Pijocho       | Santiago Lange               | Miguel Saubidet             | Club Náutico San Isidro     |
| 1986 | Pijocho       | Santiago Lange               | Miguel Saubidet             | Club Náutico San Isidro     |
| 1987 | Jonathan      | Juan Mac Call                | Pablo Contouris             | Yacht Club Argentino        |
| 1988 | Pijocho       | Santiago Lange               | Miguel Saubidet             | Club Náutico San Isidro     |
| 1989 | Jonathan      | Juan Mac Call                | Pablo Contouris             | Yacht Club Argentino        |
| 1990 | Jonathan      | Juan Mac Call                | Pablo Contouris             | Yacht Club Argentino        |
| 1991 | Vaselin       | Juan Mac Call                | Cristóbal Saubidet          | Yacht Club Argentino        |
| 1992 | Nupi IV       | Guillermo Parada             | Gonzalo Martínez            | Yacht Club Olivos           |
| 1993 | Álvarez       | Juan Mac Call                | Juan Merayo                 | Yacht Club Argentino        |
| 1994 | Nupi IV       | Guillermo Parada             | Gonzalo Martínez            | Yacht Club Olivos           |
| 1995 | Fucking       | Jato Ocariz                  | Nicolas Ocariz              | Club de Velas de Rosario    |
| 1996 | Jolly Jumper  | Santiago Lange               | Gonzalo Martínez            | Club Náutico San Isidro     |
| 1997 | Dame un beso  | Juan Mac Call                | Juan Merayo                 | Yacht Club Argentino        |
| 1998 | Jolly Jumper  | Cristian Noe                 | Ezequiel González           | Club de Velas de Rosario    |
| 1999 | Armageddon    | Matías Pereira               | Marcus Behrendt             | Yacht Club Olivos           |
| 2000 | Japao         | Eduardo Fumagallo            | Nicolas Cuerdo              | Yacht Club Rosario          |
| 2001 | Tyler Durden  | Matías Pereira               | Gonzalo Martínez            | Yacht Club Olivos           |
| 2002 | Jolly Jumper  | Cristian Noe                 | Ezequiel González           | Club de Velas de Rosario    |
| 2003 | Jolly Jumper  | Cristian Noe                 | Ezequiel González           | Club de Velas de Rosario    |
| 2004 | Jolly Jumper  | Cristian Noe                 | Ezequiel González           | Club de Velas de Rosario    |
| 2005 | Patógeno      | Adrián Marcatelli            | Francisco Bonaventura       | Club de Regatas San Nicolás |
| 2006 | Patógeno      | Adrián Marcatelli            | Francisco Bonaventura       | Club de Regatas San Nicolás |
| 2007 | Fucking       | Jato Ocariz                  | Federico López              | Club de Velas de Rosario    |
| 2008 | Fucking       | Jato Ocariz                  | Federico López              | Club de Velas de Rosario    |
| 2009 | Japao II      | Luis Soubié                  | Cecilia Granucci            | Yacht Club Olivos           |
| 2010 | Japao II      | Luis Soubié                  | Cecilia Granucci            | Yacht Club Olivos           |
| 2011 | La otra       | Luis Soubié                  | Diego Lipszyc               | Yacht Club Olivos           |
| 2012 | Soreton veloz | Agustín Zabalua              | Mariano Arroyo              | Club de Velas de Rosario    |
| 2013 | La otra       | Luis Soubié                  | Diego Lipszyc               | Yacht Club Olivos           |
| 2014 | La otra       | Luis Soubié                  | Diego Lipszyc               | Yacht Club Olivos           |
| 2015 | La otra       | Luis Soubié                  | Diego Lipszyc               | Yacht Club Olivos           |
| 2016 | La otra       | Luis Soubié                  | Diego Lipszyc               | Yacht Club Olivos           |
| 2017 | Quintín       | Augusto Amato                | Constanza Álvarez Fernández | Yacht Club Olivos           |
| 2018 | Orange        | Luciano Pesci                | Bárbara Brotons             | Club Náutico Córdoba        |
| 2019 | Tita          | Luis Soubié                  | Diego Lipszyc               | Yacht Club Olivos           |
| 2020 | Tita          | Luis Soubié                  | Diego Lipszyc               | Yacht Club Olivos           |
| 2021 | Tita          | Luis Soubié                  | Diego Lipszyc               | Yacht Club Olivos           |
| 2022 | Minga!        | Julio Alsogaray              | Malena Sciarra              | Club Náutico San Pedro      |
| 2023 | Pesadilla     | Julio Alsogaray              | Malena Sciarra              | Club Náutico San Pedro      |
| 2024 | Tita          | Luis Soubié                  | Diego Lipszyc               | Yacht Club Olivos           |